# Arthur Heylen
Arthur Ferdinand Gerard Heylen (Herenthout, 25 juni 1898 - Schilde, 28 augustus 1972) was een Belgisch politicus voor het VNV.

## Levensloop
Hij was de broer van Jos Heylen, oorlogsburgemeester van Herenthout. Na middelbare studies aan de colleges van Turnhout en Herentals, studeerde Heylen handelswetenschappen aan de Faculteiten Sint-Ignatius. Hij werd wisselagent in Antwerpen. In 1921 stichtte hij in zijn geboortedorp Herenthout een afdeling van de Vlaamsgezinde vereniging Groeningerwacht, waarvan hij later de voorzitter was.
Politiek behoorde hij tot de Vlaams-nationalisten. In de Kempen werd hij de verbindingsman tussen teleurgestelde katholieken en de Frontpartij. Dit had tot gevolg dat in het arrondissement Turnhout een afdeling werd gesticht van de Katholieke Vlaamse Volkspartij en dat Thomas Debacker in 1925 verkozen werd in de Kamer van volksvertegenwoordigers. Heylen zelf werd in dat jaar verkozen tot provincieraadslid van Antwerpen. Vanaf 1932 was hij bestendig afgevaardigde. In mei 1936 werd hij verkozen tot volksvertegenwoordiger voor het arrondissement Antwerpen, maar nam al na een maand ontslag ten gunste van Karel Pelgroms en behield zijn mandaat als gedeputeerde. 
Tijdens de Tweede Wereldoorlog trad hij toe tot de collaboratie, als medewerker van oorlogsgouverneur Frans Wildiers en als lid van het VNV. Tussen het ontslag van oorlogsgouverneur Jan Grauls in september 1942 en de benoeming van partijgenoot Frans Wildiers in oktober 1942, nam Heylen het gouverneurschap tijdelijk waar. Aangezien het om een functie ging die hij onder toezicht en met goedkeuring van de bezetter had uitgeoefend, werd hij niet in de reeks rechtmatige Antwerpse gouverneurs opgenomen, ook niet als waarnemend. In de Kempen maakte hij propaganda voor de Vlaamse Wacht, de Fabriekswacht en het Nationalsozialistisches Kraftfahrkorps. Hij werd lid van de commissie voor Bestuurspolitiek die het VNV in 1941 oprichtte, teneinde zijn greep naar de macht in de lokale besturen te begeleiden.
Na de oorlog werd Heylen in 1944 aangehouden en in 1945 werd hij vervallen verklaard van zijn mandaten als provincieraadslid en gedeputeerde. In juni 1947 werd door de krijgsraad van Turnhout veroordeeld tot zes jaar hechtenis. Hij kwam vrij in juli 1948 en bleef nadien voornamelijk actief in middenstandsorganisaties. 
In de jaren vijftig behoorde hij samen met zijn broer Jos tot de oprichters van de Volksunie in zijn streek. Hij speelde ook een rol in de vereniging van oud-collaborateurs, Broederband.